# تأمين الطيران

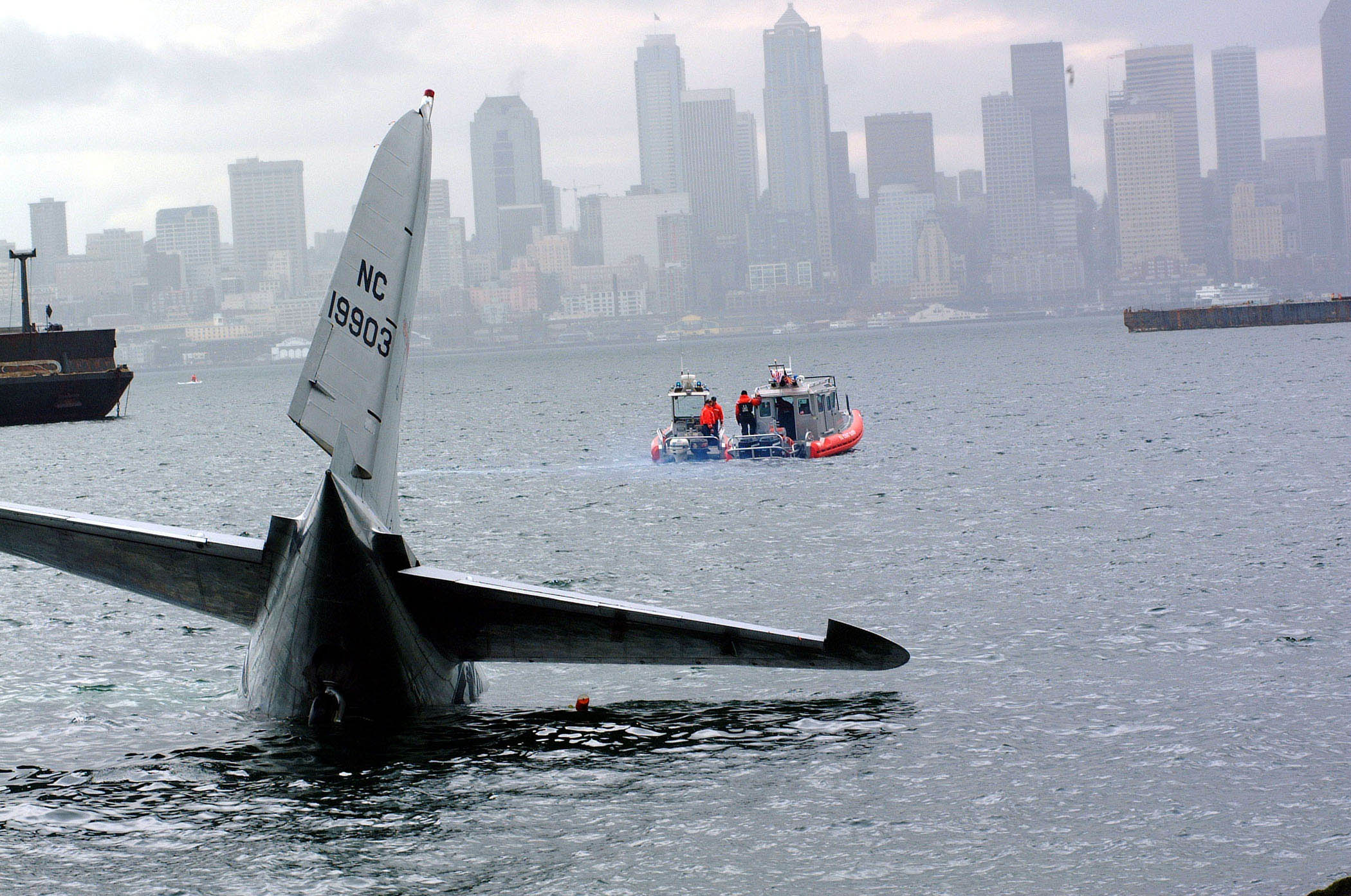
يوفر تأمين الطيران تغطية لخسائر بدن السفينة وكذلك المسؤولية عن إصابات الركاب والأضرار البيئية والأضرار التي تسببها الأطراف الثالثة بسبب حوادث الطائرات.

التأمين على الطيران (Aviation insurance) هو تغطية تأمينية موجهة خصيصًا لتشغيل الطائرات والمخاطر التي ينطوي عليها الطيران. تختلف سياسات التأمين على الطيران بشكل واضح عن تلك الخاصة بمجالات النقل الأخرى وتميل إلى دمج مصطلحات الطيران، فضلاً عن المصطلحات والحدود والبنود الخاصة بتأمين الطيران.

## تاريخ
تم تقديم تأمين الطيران لأول مرة في السنوات الأولى من القرن العشرين. تمت كتابة أول بوليصة تأمين على الطيران من قبل شركة لويدز لندن في عام 1911. توقفت الشركة عن كتابة سياسات الطيران في عام 1912 بعد أن تسبب سوء الأحوال الجوية أثناء لقاء جوي في حوادث وخسائر في تلك السياسات الأولى.
تم إكتتاب أول بوالص طيران من قبل مجتمع اكتتاب التأمين البحري. ظهرت أولى شركات التأمين على الطيران في عام 1924.

في عام 1929، تم التوقيع على اتفاقية وارسو. كانت الاتفاقية عبارة عن اتفاق لوضع الشروط والأحكام وقيود المسؤولية عن النقل الجوي؛ كان هذا أول تقدير لصناعة الطيران كما نعرفها اليوم. 
إدراكًا لضرورة وجود قطاع صناعي متخصص، أنشأ الاتحاد الدولي للتأمين البحري (IUMI) أولاً لجنة طيران، ثم أنشأ لاحقًا في عام 1934 الاتحاد الدولي لشركات التأمين على الطيران (IUAI)، المكون من ثماني شركات ومجموعات تأمين طيران أوروبية.

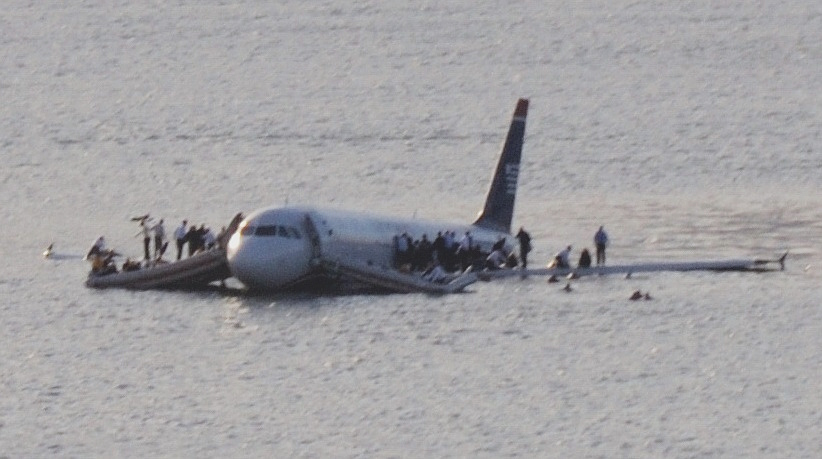
تم شطب رحلة الخطوط الجوية الأمريكية رقم 1549 بعد هبوطها في نهر هدسون

لا يزال سوق التأمين في لندن أكبر مركز منفرد لتأمين الطيران. يتكون السوق من نقابات لويدز لندن التقليدية والعديد من أسواق التأمين التقليدية الأخرى. في جميع أنحاء العالم، توجد أسواق وطنية تم إنشاؤها في بلدان مختلفة، يعتمد كل منها على نشاط الطيران داخل كل بلد. تمتلك الولايات المتحدة نسبة كبيرة من أسطول الطيران العام في العالم ولديها سوق راسخ كبير. وفقًا لتقرير 2014 الصادر عن «غاما» (GAMA) (الرابطة العامة لمصنعي الطيران)، هناك 362,000 طائرة طيران عام في جميع أنحاء العالم، و 199,000 (أو ما يقرب من 55 ٪) مقرها في الولايات المتحدة.
لا توجد شركة تأمين واحدة لديها الموارد للاحتفاظ بمخاطر بحجم شركة طيران كبرى، أو حتى نسبة كبيرة من مثل هذا الخطر. يمكن قياس الطبيعة الكارثية لتأمين الطيران بعدد الخسائر التي كلفت شركات التأمين مئات الملايين من الدولارات (وقائع وحوادث الطيران). 
ترتب معظم شركات الطيران «بوالص أسطول» لتغطية جميع الطائرات التي تمتلكها أو تشغلها.
كان الاحتيال في التأمين هو الدوافع وراء الانتحار للركاب لتحطم رحلة خطوط باسيفيك الجوية رقم 773 ورحلة كونتيننتال إيرلاينز 11 ورحلة ناشيونال إيرلاينز 2511.

## أنواع التأمين
ينقسم تأمين الطيران إلى عدة أنواع من التغطية التأمينية المتاحة.

### تأمين المسؤولية العامة
تغطي هذه التغطية، التي يشار إليها غالبًا باسم مسؤولية الطرف الثالث (third party liability)، مالكي الطائرات عن الأضرار التي تلحقها طائراتهم بممتلكات الطرف الثالث، مثل المنازل والسيارات والمحاصيل ومرافق المطار والطائرات الأخرى التي اصطدمت في تصادم. لا توفر تغطية للأضرار التي لحقت بالطائرة المؤمن عليها نفسها أو تغطية للركاب المصابين على متن الطائرة المؤمن عليها. بعد وقوع حادث، ستقوم شركة التأمين بتعويض الضحايا عن خسائرهم، ولكن إذا تعذر الوصول إلى تسوية، فعادة ما يتم رفع القضية إلى المحكمة لتقرير المسؤولية ومقدار الأضرار. يعد تأمين المسؤولية العامة إلزاميًا في معظم البلدان ويتم شراؤه عادةً بمبالغ إجمالية محددة لكل حادث، مثل 1,000,000 دولار أو 5,000,000 دولار.

### تأمين مسؤولية الركاب
تحمي مسؤولية الركاب، الركاب الذين كانوا على متن في طائرة تعرضت لحادث، وأصيبوا أو قتلوا. هذه التغطية إلزامية في العديد من البلدان فقط للطائرات التجارية أو الكبيرة. غالبًا ما تُباع التغطية على أساس «لكل مقعد»، مع حد معين لكل مقعد راكب.

### حد واحد مشترك (CSL)
تجمع تغطية (CSL) بين تغطية المسؤولية العامة ومسؤولية الركاب في تغطية واحدة بحد إجمالي واحد لكل حادث. يوفر هذا النوع من التغطية مزيدًا من المرونة في دفع مطالبات المسؤولية، خاصةً في حالة إصابة الركاب، ولكن يتم إلحاق ضرر ضئيل بممتلكات الطرف الثالث على الأرض.

### تأمين البدن ضد المخاطر الأرضية في حال عدم الحركة
يوفر هذا تغطية للطائرة المؤمن عليها ضد التلف عندما تكون على الأرض وليست متحركة. هذا من شأنه أن يوفر الحماية للطائرة لأحداث مثل الحريق أو السرقة أو التخريب أو الفيضانات أو الانهيارات الطينية أو تلف الحيوانات أو الرياح أو عواصف البرد أو انهيار حظيرة الطائرات أو المركبات غير المؤمنة أو الطائرات التي تضرب الطائرة. قد يكون مقدار التغطية قيمة دفترية زرقاء أو قيمة متفق عليها تم تعيينها عند شراء الوثيقة.
إن استخدام مصطلح تأمين «البدن» ("hull") للإشارة إلى الطائرة المؤمن عليها ينم عن أصول التأمين على الطيران في التأمين البحري. يتضمن معظم تأمين البدن خصمًا لتثبيط المطالبات الصغيرة أو المزعجة.

### التأمين على البدن ضد المخاطر الأرضية في حالة الحركة (تاكسي)
تشبه هذه التغطية التأمين على بدن المخاطر الأرضية غير المتحركة، ولكنها توفر تغطية أثناء تاكسي الطائرة، ولكن ليس أثناء الإقلاع أو الهبوط. عادة، تتوقف التغطية في بداية لفة الإقلاع ولا تصبح سارية إلا بعد أن تنتهي الطائرة من هبوطها اللاحق. بسبب الخلافات بين مالكي الطائرات وشركات التأمين حول ما إذا كانت طائرة الحادث تتجول أو تحاول الإقلاع، تم إيقاف هذا النوع من التغطية من قبل العديد من شركات التأمين.

### تأمين على متن الطائرة
تحمي التغطية أثناء الرحلة الطائرة المؤمن عليها من التلف خلال جميع مراحل الرحلة والعمليات الأرضية، بما في ذلك أثناء وقوفها أو تخزينها. وبطبيعة الحال، فهي أغلى من التغطية غير المتحركة، لأن معظم الطائرات تتضرر أثناء الحركة.